# Čerčanská koupadla

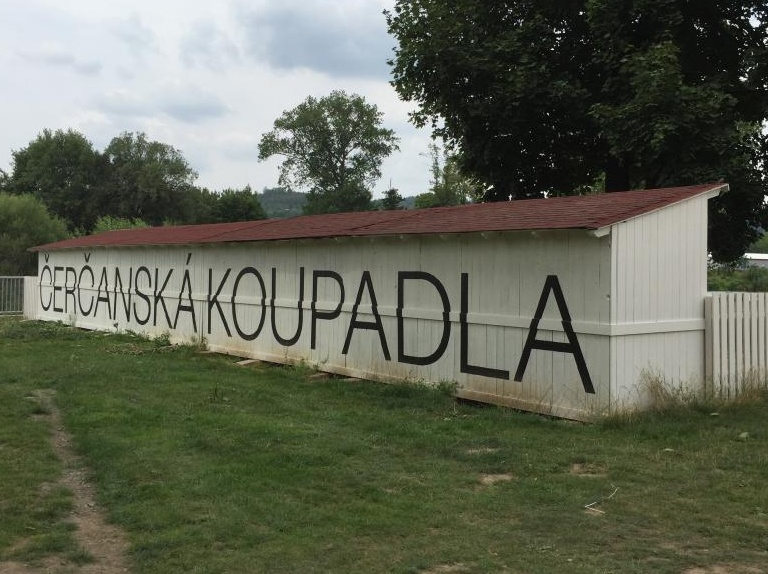
Čerčanská koupadla (2018)

Čerčanská koupadla jsou tradiční prvorepublikové říční lázně založené v roce 1904 na levém břehu řeky Sázavy v obci Čerčany (ve středním Posázaví, v okrese Benešov) asi 37 km jihovýchodním směrem od Prahy.

## Historie

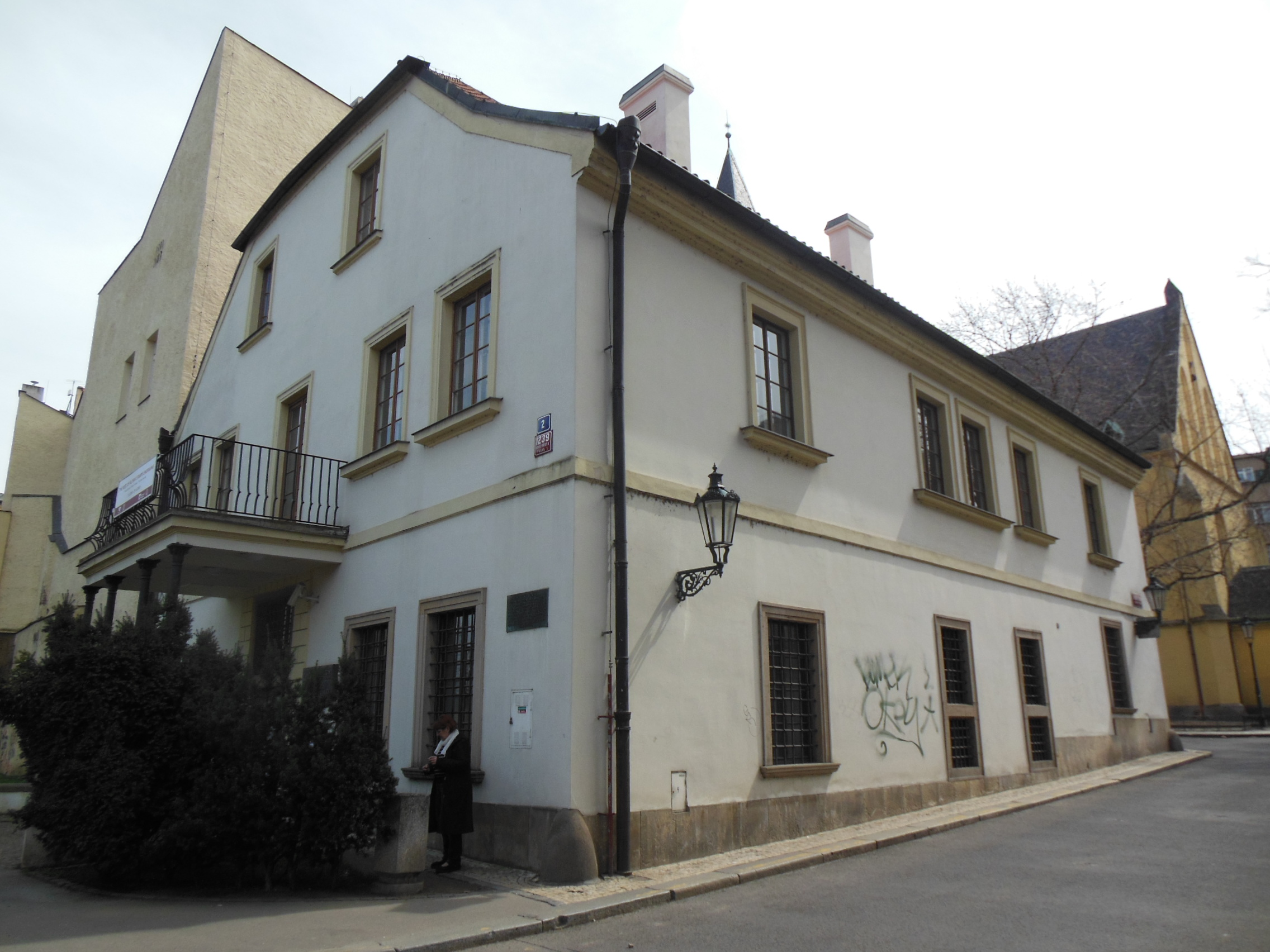
Poštovní muzeum v budově někdejšího Vávrova mlýna v Praze

### František Vávra
Říční lázně Čerčanská koupadla založil v roce 1904 čerčanský Okrašlovací spolek na pozemcích Františka Vávry poté, co jim tento místní podnikatel povolil na svém pozemku (loukách podél řeky Sázavy) postavit zprvu jen několik dřevěných převlékacích kabin. František Vávra byl původem ze staré mlynářské a obrozenecké rodiny a jeden z jeho příbuzných vlastnil barokní mlýn v Praze na pravém břehu u Vltavy v Petrské čtvrti. V roce 1905 zakoupil František Vávra Spálenský mlýn v Čerčanech. Ačkoliv bydlel v Praze v Myslíkově ulici ve vlastním činžovním domě, do Čerčan jezdil nejen pracovně, ale i s celou svojí rodinou za rekreací.

### František Stejskal
Dcera Františka Vávry Jaroslava (rozená Vávrová) se provdala za továrníka Františka Stejskala, jehož finanční možnosti a láska ke sportu jej přivedly na myšlenku odkoupit v roce 1924 pozemky od svého tchána Františka Vávry. A byli to právě František Stejskal se svojí manželkou Jaroslavou, kdo uskutečnili na bývalých Vávrovo loukách u Sázavy další zvelebení Čerčanských koupadel a realizovali výstavbu tenisových kurtů, koňských stájí a parkurové dráhy.
Kromě rozšíření Čerčanských koupadel si zde manželé Stejskalovi postavili i vilku.  Poté, co Jaroslava Stejskalová zahynula v autě cestou z Čerčan do Prahy, její manžel vilu v roce 1947 prodal. Ale koupadla a tenisové kurty si ponechal. Láska k tenisu se z Františka Stejskala přenesla i na jeho syna (rovněž František) a také na jeho vnuka (také František, narozen v roce 1947, současný (2021) majitel Čerčanských koupadel).

### František Stejskal (syn)
Syn František Stejskal patřil k „prvorepublikové pražské smetánce“, byl společenský a jeho konexe zasahovaly až do rodiny Masaryků a Havlů. V Praze navštěvoval Lucernu, jeho přítelem byl i český herec a Král komiků Vlasta Burian, který si do Čerčan jezdil zahrát tenis. Spojením Stejskalovy rodiny s pražskou Štvanicí získávaly sportovně Čerčany, kde se díky tomu mohly odehrávat i mezinárodní tenisové turnaje a exhibiční utkání.
Čerčanská koupadla disponovala za první republiky 86 převlékacími kabinami, které se i dlouhodobě a za úplatu pronajímaly zájemcům. V době největšího rozkvětu bylo v čerčanských stájích ustájeno kolem desítky jezdeckých koní. Jeden z nich, kůň jménem Vyšehrad, zvítězil v roce 1927 v derby ve Vídni.

### Návštěvnícikoupadel
Česká herečka a operní pěvkyně Soňa Červená navštěvovala v dětství Čerčanská koupadlaspolu se svým otcem českým kabaretiérem, humoristou, spisovatelem, hudebním skladatelem a zakladatelem kabaretu Červená sedma JUDr. Jiřím Červeným. Také zde pobývali i další osobnosti například:
- dramatik, režisér, herec, scenárista, spisovatel a malíř Emil Artur Longen;[1]
- novinář a básník, literární i výtvarný kritik a překladatel z francouzštiny a ruštiny Stanislav Kostka Neumann;[1]
- skaut, cestovatel, tramp, sportovec, spisovatel, publicista, redaktor, partyzán, historik trampingu a trampský písničkář Bob Hurikán;[1]
- filmový archivář, historik a publicista Myrtil Frída;[1]
- herečka Irena Kačírková;[1]
- operní pěvec a dlouholetý člen opery Národního divadla v Praze Eduard Haken;[1]
- občas sem zavítal i filmový a divadelní herec, dramatik a filmový scenárista Jan Werich.[1]

Návštěvníci koupadel
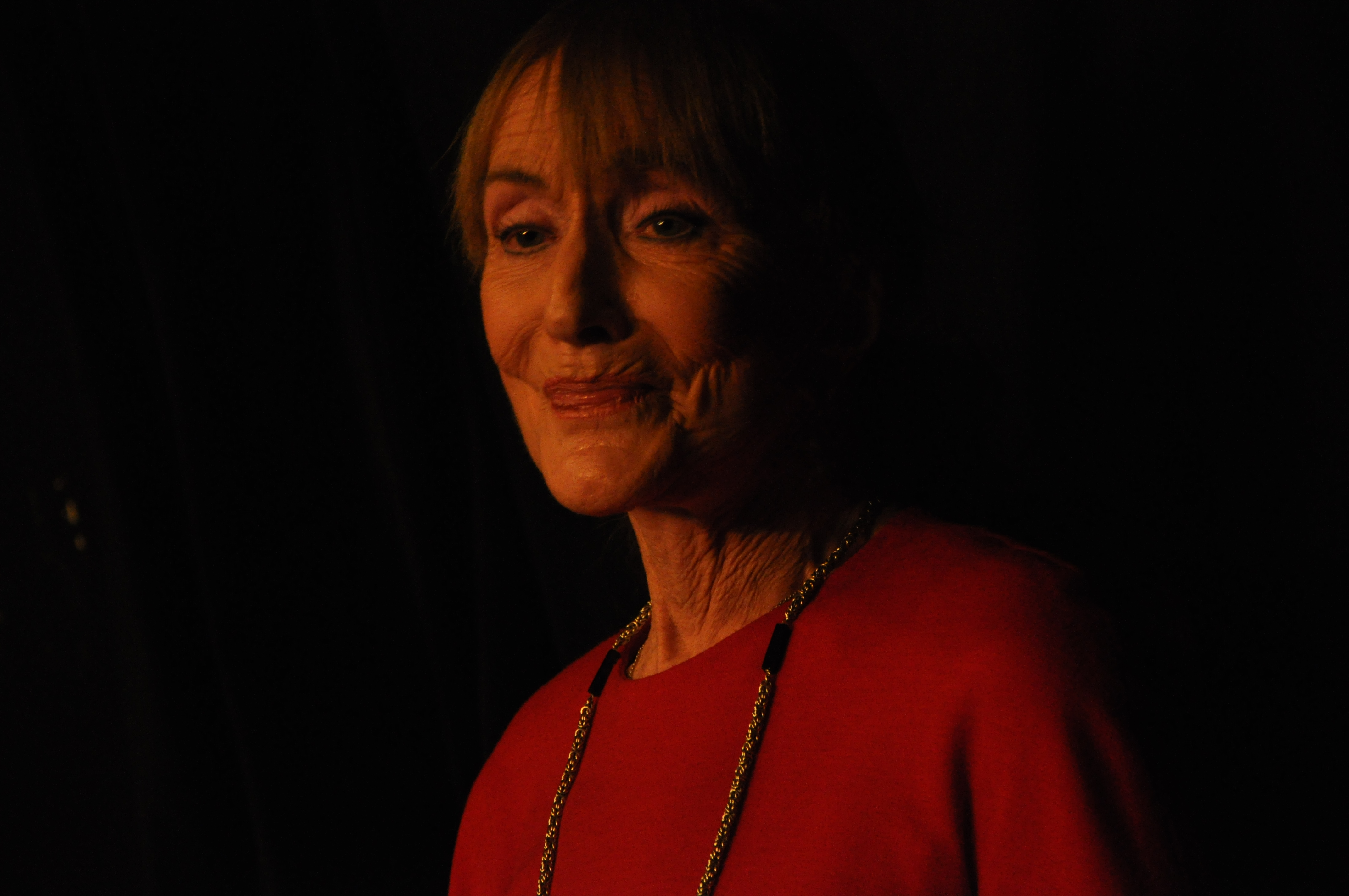
Soňa Červená
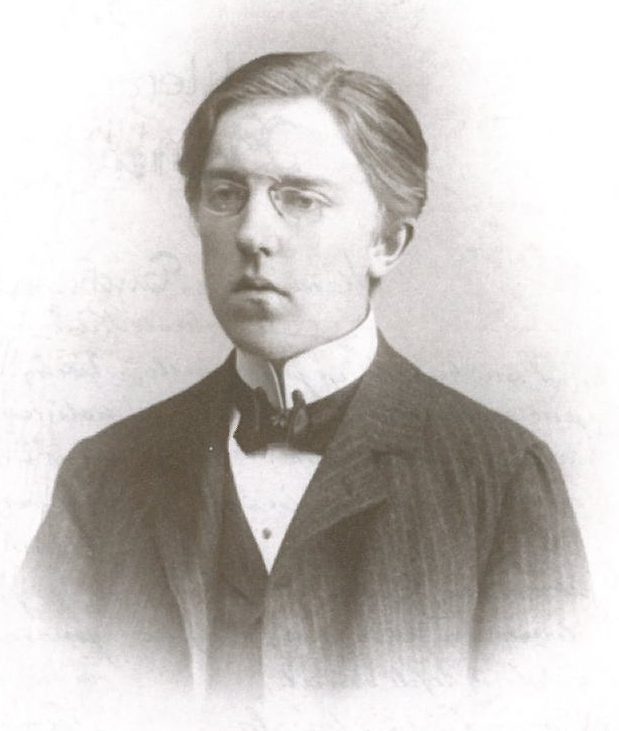
Jiří Červený
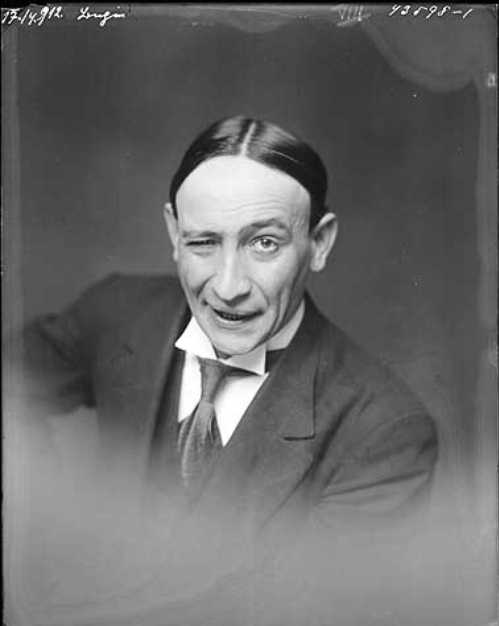
Emil Artur Longen
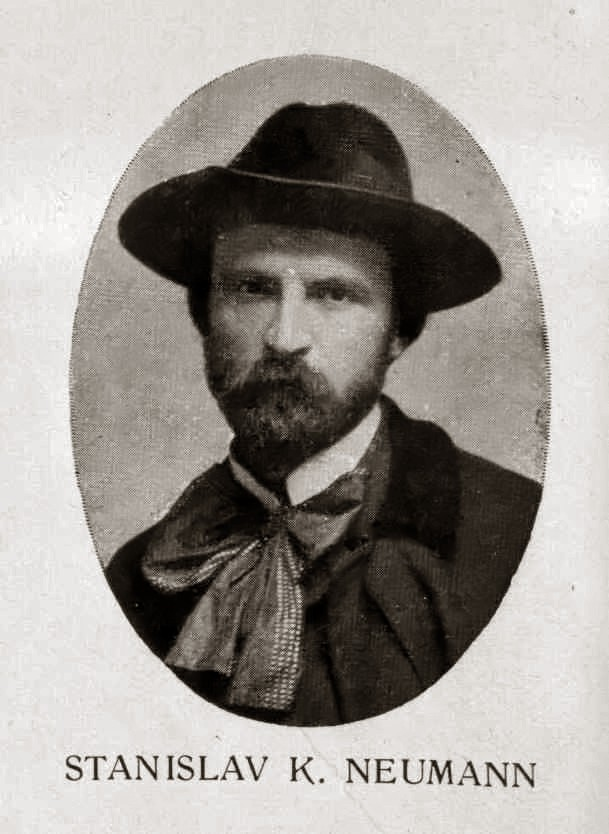
Stanislav Kostka Neumann
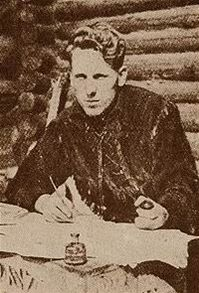
Bob Hurikán
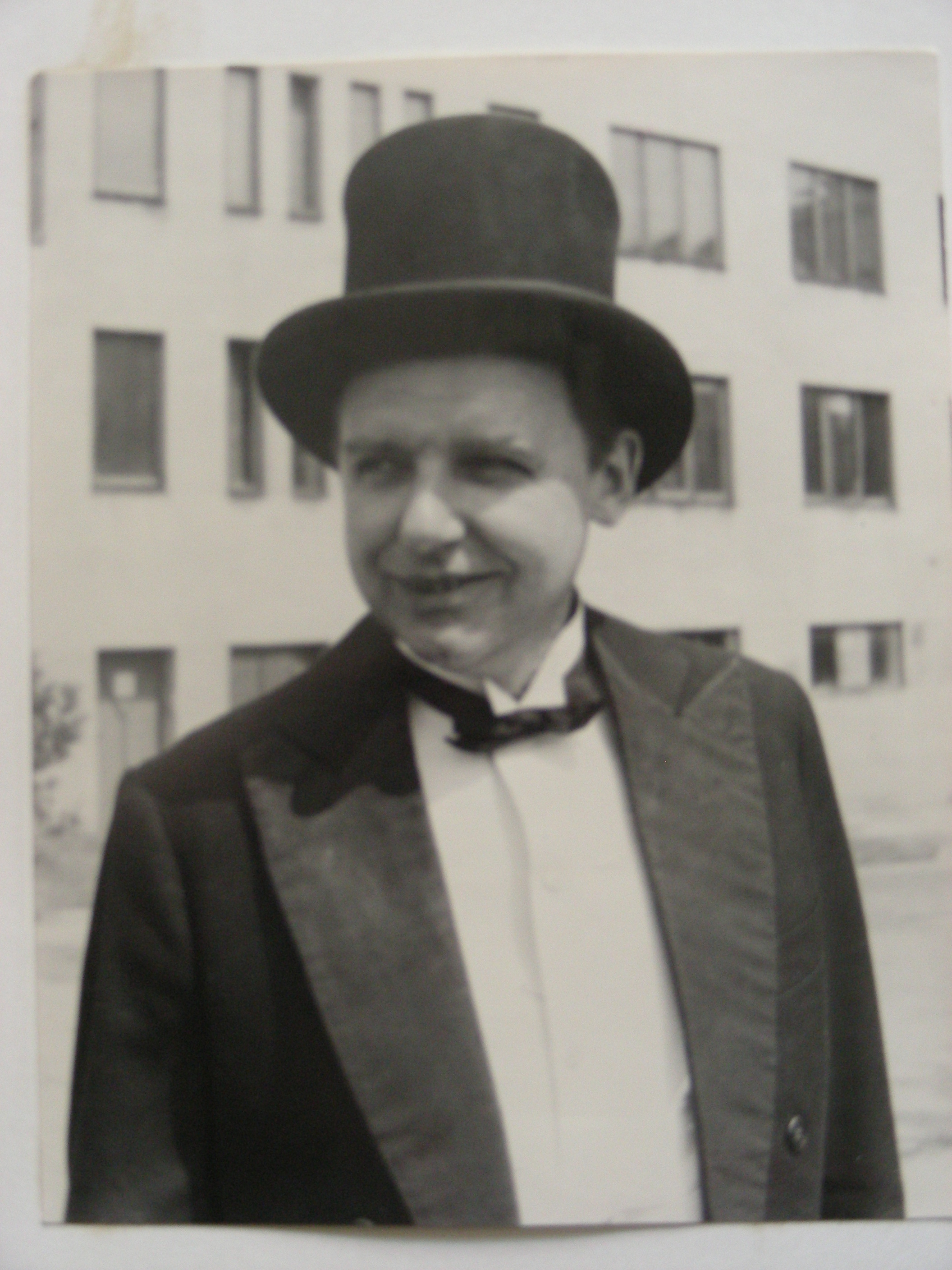
Myrtil Frída
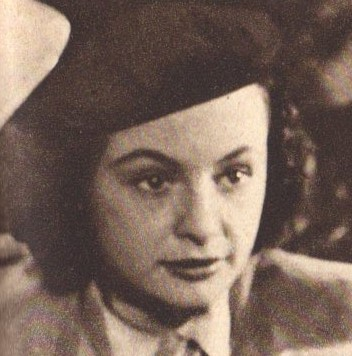
Irena Kačírková
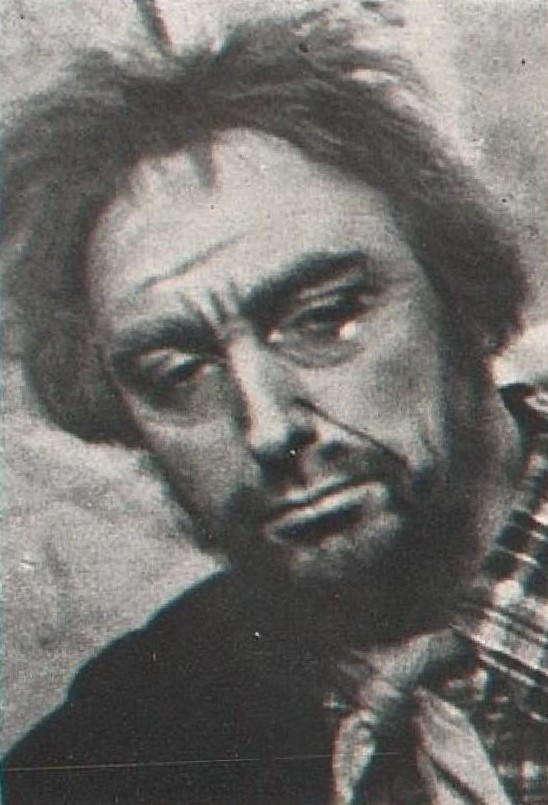
Eduard Haken
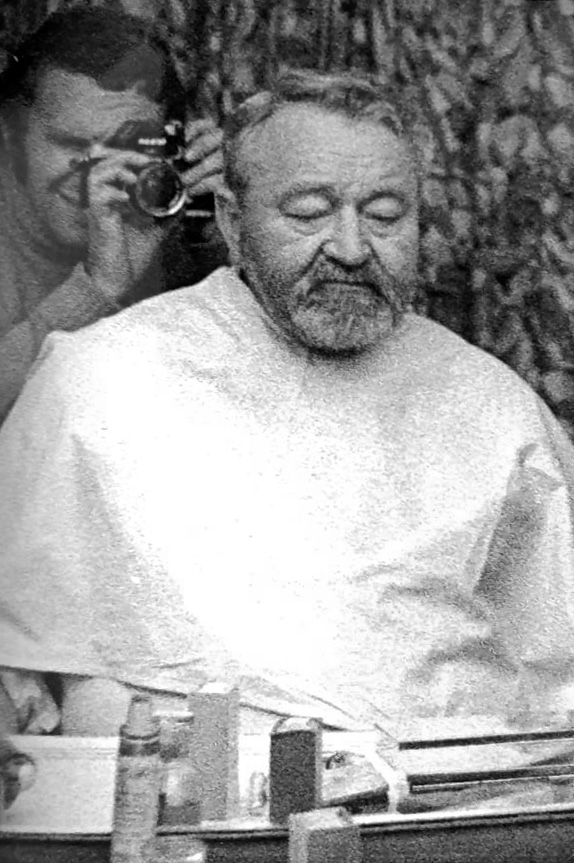
Jan Werich

### Koupadlapo druhé světové válce
Po druhé světové válce a po únoru 1948 postupně přicházela v Čerčanech rodina Stejskalových o svůj majetek. Byla zabrána plovárna a tenisové kurty, ze kterých vzniklo volejbalové hřiště, které si ale později místní tenisoví fandové v jednoduché podobě zase obnovili. Postupem času byl celý areál koupadel zdevastován, převlékací kabiny říčních lázní byly rozbité, tenisová klubovna vyhořelá.

### Koupadlapo sametové revoluci
Po sametové revoluci dostala v roce 1990 rodina Stejskalových polovinu svých čerčanských pozemků zpět v restituci. Nejprve zde vybudovali novou klubovnu a opravili převlékací kabinky říčních lázní. Poté, co vykoupili zbývající část pozemků, které měla v držení místní tělovýchovná jednota, předělali i tenisové kurty (zastřešené nafukovací halou) a zřídili rekreační (turistický a vodácký) kemp.
V roce 2019 prošel areál Čerčanských koupadel částečnou rekonstrukcí a dalším rozšířením. Říční lázně nabízejí (rok 2020) relaxaci na louce a koupání v Sázavě, je možno zde hrát nejen tenis, ale i plážový volejbal a rovněž využívat posilovnu pod širým nebem. Pro děti tu bylo zřízeno hřiště. Vodáci mohou areál využít jako nástupní nebo cílové místo plavby a mohou tu tábořit na přilehlé louce. V areálu je i občerstveni Na Čumendě jakož i sociální zázemí s možností turistického noclehu pod střechou.